# Bhagat Pipa
Bhagat Pipa est un dévot au Seigneur dont des écrits servent aujourd'hui toujours de prières au sein du Guru Granth Sahib, le livre saint des sikhs. Bhagat dénomme un écrivain, un poète dont les œuvres ont été collectées dans les Écritures sikhes. Un seul des hymnes de Pipa s'y retrouve, cependant de ses écrits sont toujours en circulation. Il disait que le corps était le temple de Dieu, l'Être suprême. Il est né de sang royal, vers 1425, et était prince au Rajasthan. Il se détourna de son trône pour se mettre en recherche du côté spirituel de la vie. Il alla à Varanasi pour être pris comme disciple par Ramanand, un des plus grands gourous hindous du Moyen Âge. Pipa a été un admirateur de la déesse Durga, et, de Krishna aussi plus tard. Un monastère à Dwarka a été construit en sa mémoire.